# Kanton Vinay
Vinay is een voormalig kanton van het Franse departement Isère. Het kanton maakte deel uit van het arrondissement Grenoble tot het op 22 maart 2015 werd opgeheven en de gemeenten werden opgenomen in het op diezelfde dag gevormde kanton Sud Grésivaudan.

## Gemeenten
Het kanton Vinay omvatte de volgende gemeenten:
- L'Albenc
- Chantesse
- Chasselay
- Cognin-les-Gorges
- Malleval-en-Vercors
- Notre-Dame-de-l'Osier
- Rovon
- Saint-Gervais
- Serre-Nerpol
- Varacieux
- Vinay (hoofdplaats)